# TA3 (1991–1992)
TA3 byla stanice Československé a později Slovenské televize vysílající od 6. června 1991 do 1. července 1992. Programové schéma stanice bylo podobné jako u české stanice OK3. 
Programová náplň byla tvořena přebíráním pořadů zahraničních satelitních televizních stanic, z nichž některé pořady byly lokalizovány do slovenštiny formou titulků nebo rychlodabingu. Ve vysílání se objevily také pořady připravované Slovenskou televizí a pořady domácích producentů. V neděli mezi 18. a 19. hodinou byly vysílány regionální programy produkované jednotlivými studií Československé televize. Od ostatních televizních stanic v Československu se kanál odlišoval komerčním a moderním stylem, díky kterému si získal značný divácký úspěch.
Po privatizaci stanice v roce 1992 přešla pod správu dvou soukromých subjektů a následně bylo vysílání pro neschopnost spolupráce ukončeno.

## Historie
Dne 14. května 1990 bylo v Československu zahájeno vysílání stanice OK3 na třetím okruhu, který byl dosud využíván pro šíření Ústředního programu sovětské televize (ÚPST). Vysílání kanálu OK3 (a  později i TA3) bylo možné pouze z vysílačů, které byly propojeny radioreléovými spoji. Na vysílačích napájených výhradně z družice bylo vysílání ÚPST dočasně zachováno.
Dne 1. dubna 1991 bylo na slovenském vysílacím okruhu nahrazeno vysílání OK3 nově vzniklou stanicí TA3 (zkratka z Televízna anténa 3). Programové schéma oproti OK3 mělo nabídnout více hudebních pořadů a pořadů pro děti. Vysílání však bylo z ekonomických důvodů, se kterými se potýkala Slovenská televize (v rámci Československé televize), vzápětí přerušeno. Do posledních dnů si nebyli tvůrci jistí, zda k obnovení vysílání vůbec dojde, což se nakonec podařilo 6. června 1991. U diváků zvyklých na programové schéma OK3 bylo vysílání nové stanice přijato s rozpaky vzhledem k nízkému množství lokalizovaných pořadů. Od 1. července 1991 provozovala stanici TA3 nově vzniklá veřejnoprávní Slovenská televize.
V roce 1992 došlo k privatizaci třetího okruhu a licenci na vysílání získaly dvě soukromé společnosti, Medium 5 (zkráceně M5) a Perfects. Jedna společnost disponovala dobrým technickým vybavením, druhá programovým zázemím. Podmínkou pro vysílání byla jejich spolupráce. Slovenská televize přestala provozovat TA3 k 1. červenci 1992 a od tohoto data měli zahájit vysílání noví provozovatelé. Z technických důvodů i důvodu nemožnosti těchto společností mezi sebou spolupracovat, bylo vysílání třetího okruhu ukončeno a licence později vrácena.

## Generální ředitelé
| Jméno        | Nástup do funkce | Opuštění funkce |
| ------------ | ---------------- | --------------- |
| Rudolf Šimko | 1. června 1991   | 31. března 1992 |
| Marián Kleis | 1. dubna 1992    | 30. září 1992   |

## Retransmise
| Rok  | Vysílatel      | Země původu            |
| ---- | -------------- | ---------------------- |
| 1991 | CNN            | Spojené státy americké |
| 1991 | Worldnet       | Spojené státy americké |
| 1991 | Eurosport      | Evropa                 |
| 1991 | Screensport    | Evropa                 |
| 1991 | La Sept        | Francie                |
| 1991 | CFI            | Francie                |
| 1991 | TV 5           | Francie                |
| 1991 | Tele 5         | Německo                |
| 1991 | Deutsche Welle | Německo                |
| 1991 | RTL Plus       | Německo                |
| 1991 | ÚPST           | Sovětský svaz          |
| 1991 | Gosteleradio   | Sovětský svaz          |
| 1991 | MCM            | Francie                |

## Dostupnost
Stanice TA3 vysílala prostřednictvím vysílačů, na kterých byl do května 1990 šířen signál Ústředního programu sovětské televize určeného pro sovětské vojáky a jejich rodiny pobývající v Československu po invazi v roce 1968. Příjem TA3 byl možný především ve větších městech a pokrýval pouhých 26 % celého území Slovenska.

### Terestrické vysílání
| Kanál | Umístění         | Název vysílače | Výkon   | Poznámky         |
| ----- | ---------------- | -------------- | ------- | ---------------- |
| 49    | Banská Bystrica  | Suchá hora     | 2,00 kW | stav k roku 1990 |
| 52    | Banská Štiavnica | Sitno          | 0,10 kW | stav k roku 1990 |
| 50    | Bratislava       | Kamzík         | 0,50 kW | stav k roku 1990 |
| 27    | Košice           | Šibená hora    | 0,20 kW | stav k roku 1990 |
| 22    | Ružomberok       | Úložisko       | 0,15 kW | stav k roku 1990 |
| 52    | Žilina           | Krížava        |         | spuštěno později |